# Paratuerkiana comes
Paratuerkiana comes is een rondwormensoort uit de familie van de Leptosomatidae. De wetenschappelijke naam van de soort is voor het eerst geldig gepubliceerd in 1972 door Tsalolikhin.